# Управление на процеси
Управлението на процеси е съставна част от всяка съвременна операционна система (ОС). ОС трябва да предоставя ресурси на изпълняваните процеси, да осигурява споделянето и обмена на информация между тях, да предпазва ресурсите на всеки процес от останалите и да синхронизира отделните процеси. За тази цел ОС поддържа структура от данни за всеки процес, която описва статуса и ресурсите му и дава възможност на ОС да упражнява контрол върху него.

## Многозадачност
Много съвременни ОС допускат зареждане на повече от една програма в оперативната памет, например една и съща програма може да се изпълнява от няколко потребителя, като всеки от тях разполага с отделно копие от програмата. При други програми в паметта се зарежда едно копие, но до него имат достъп няколко потребителя, такава програма се нарича re-entrant. Независимо че централният процесор може да изпълнява по една инструкция от програма, през даден период от време могат да протичат няколко процеса, като се редуват в ползването на процесора. Тази концепция за едновременно изпълнение се нарича concurrent execution.
Многозадачната ОС изпълнява много процеси едновременно. За да няма конфликт, ОС контролира много точно времето за заемане и освобождаване на процесора. Ако се наложи освобождаване по време на изпълнението на процеса, то трябва да стане така, че рестартирането му в по-късен момент да стане лесно.
Има два възможни начина по време на изпълнението на даден процес ОС да си възвърне контрола върху процесора:
1. Процесът отправя системно повикване (наричано понякога софтуерно прекъсване); например, искане за входно-изходна операция по достъп до файл на твърдия диск.
2. Настъпва хардуерно прекъсване; например натиснат клавиш на клавиатурата или изтича времето според даден таймер (това се използва при разпределена многозадачност, pre-emptive multitasking).

Спирането на един процес и започването (или рестартирането на друг се нарича превключване на контекста. В много съвременни ОС един процес може да се състои от много под-процеси. Затова е необходимо въвеждането на понятието нишка. Нишката може да се разглежда като под-процес, т.е. отделна, независима последователност на изпълнение на инструкции, която е част от кода на един процес. Значението на нишките нараства с проектирането на разпределени и клиент–сървър системи, както и при софтуер за паралелни изчисления.

### Многонишковост
Майкрософт въвежда и понятието нишка (на английски: thread) за всяка единица програмен код, състезаващ се за ресурсите на компютърната система. От един процес могат да бъдат генерирани („изтеглени“) една или повече нишки. От това следва и многонишковото изпълнение на програмния код, дори на една програма, като във връзка с това възниква въпросът за синхронизация на изпълнението на отделните нишки.
По принцип от една и съща програма могат да се генерират няколко едновременно изпълняващи се задачи – това трябва да бъде предвидено и програмирано още на ниво първичен код. В съвременните системи това се нарича многонишковост.
Използването на нишки води до икономия на ресурси, тъй като създаването и унищожаването на нишка изисква по-малко време, а превключването на контекста между тях става по-бързо. Освен това нишките, които са част от един и същ процес, си поделят адресното пространство и файловете, и поради това те могат да комуникират без обръщане към ядрото, като така се подобрява ефективността при използване на многопроцесорни архитектури

## Диспечер на прекъсвания
Ядрото на ОС съдържа в себе си програма (диспечер) за планиране на процеси (task scheduling subsystem), която управлява времето за изпълнение на всеки процес и реда на предаване на контрола по изпълнението от една програма на друга. От многото процеси, конкуриращи се за достъп до процесора, се избира един и ядрото му разрешава достъп до централния процесор и паметта. След приключване контролът се връща на ядрото, така че друга програма да може да ползва същите ресурси. Преходът от изпълнение на една програма към друга се нарича превключване на контекста.